# Agnes de Boemia (d. 1268)
Agnes de Boemia (d. 10 octombrie 1268) aparținând Casei Přemyslid, a fost fiica lui Venceslau I al Boemiei (c. 1205–1253).  În 1244 s-a căsătorit cu Henric al III-lea de Meissen cel Ilustru. La două zile după moartea ei, Henric a întemeiat în memoria ei mănăstirea Neuzelle.